# Kvartet
Kvartét ali četvérica v glasbi je zasedba, ki jo sestavljajo štirje glasbeniki. Poznamo: godalni kvartet, pihalni kvartet, klavirski kvartet in še mnogo drugih kvartetov, seveda pa tudi vokalni kvartet.